# Nevisense
Nevisense (Herstellerbezeichnung der schwedischen Firma SciBase AB) ist ein Gerät zur Früherkennung von schwarzem Hautkrebs sowie keratinozytären Tumoren wie Basaliomen und Spinaliomen, das auf der elektrischen Impedanzspektroskopie (EIS) basiert und klassische Diagnosemöglichkeiten ergänzt. Durch dieses Verfahren könnten die Erkennungsrate gesteigert sowie die Anzahl unnötiger Exzisionen reduziert werden. Die EIS gehört es zu den neuen Verfahren zur Verbesserung bestehender Diagnosemethoden.
Die EIS ist in Deutschland keine Leistung der gesetzlichen Krankenversicherung.

## Funktionsweise
Das System kann ergänzend zur klinischen und auflichtmikroskopischen Untersuchung bei auffälligen Muttermalen und Leberflecken eingesetzt werden. Dabei wird die Haut befeuchtet und mit einer aufgesetzten Elektrode der elektrische Widerstand und die Reaktanz mehrfach bei verschiedenen (nicht spürbaren) Wechselstromfrequenzen 1 kHz – 2,5 MHz gemessen. Dies soll Veränderungen in der Struktur, der Ausrichtung, der Größe und des Typs der Hautzellen bis zu einer Tiefe von 2,5 mm unter der Hautoberfläche erkennen, unabhängig von Pigmenten oder anderen optisch sichtbaren Merkmalen. Die Messergebnisse werden in ein Scoresystem von 0 bis 10 umgesetzt; Scores >4 werden als positiv (krebsverdächtig) bewertet.

## Bedeutung für die Hautkrebsdiagnostik
Zu den Standardverfahren gehören momentan die Dermatoskopie, die sequenzielle digitale Dermatoskopie und die automatisierte Ganzkörperfotografie. Der Bedarf an unterstützenden Untersuchungsmethoden führte zur Etablierung neuer Verfahren wie der konfokalen Laserscanmikroskopie, der Raman-Spektroskopie oder der elektrischen Impedanzspektroskopie. Die Genauigkeit der EIS wurde in einer Studie zur Melanomerkennung, an der knapp 2000 Patienten teilnahmen, untersucht: Die Sensitivität betrug 97 %. Damit ist die EIS zuverlässiger als der 7-Punkte-Check und als die ABCDE-Regel, mit der sechs von zehn Tumoren diagnostiziert werden können. Die Spezifität lag bei 38 %, der negative Vorhersagewert, d. h. das Maß für die Zuverlässigkeit bei negativer Befundung, liegt bei 99 %. Damit lässt sich bei richtiger Indikationsstellung eine Reduktion unnötiger Muttermalentfernungen erreichen. In einer Studie, in welcher die Kombination von EIS mit digitaler Dermatoskopie untersucht wurde, lag die gemessene Sensitivität bei 100 % und die Spezifität bei 69,5 %.
Eine 2021 veröffentlichte retrospektive Studie zeigte, dass im Rahmen dieser Studie 100 % der untersuchten Melanome erkannt wurden und gleichzeitig die Zahl der notwendigen Exzisionen, um eine maligne Läsion zu entdecken („Number needed to Excise“) von 17,5 auf 7,8 reduziert werden konnte.
In einer 2020 veröffentlichten Studie der Universität Tübingen wurde belegt, dass EIS sich auch eignet, Basaliome und Spinaliome zu erkennen und von gutartigen Läsionen zu unterscheiden. Bei einem Score-Cutoff von 4,5 lagen sowohl die Sensitivität als auch der negative Vorhersagewert bei 100 %.

## Bedeutung für Atopische Dermatitis und Messung der Hautbarriere
Neben der Tumordiagnostik gibt es zunehmende Hinweise auf einen Nutzen der EIS in der Analyse der Hautbarriere. So wurden in einer Studie 36 Patienten mit atopischem Ekzem während eines stationären Aufenthaltes im Verlauf sowohl an läsionaler als auch nicht-läsionaler Haut untersucht und mit 28 Kontrollen verglichen. EIS korrelierte mit herkömmlichen Methoden wie TEWL, zeigte aber eine höhere Sensitivität. Gleichzeitig korrelierten die Messwerte mit der molekularen Filaggrin-Kopienzahl. EIS kann daher künftig für Studien, aber möglicherweise auch in der klinischen Praxis bei Einschätzung des Neurodermitis-Schweregrades und des Therapieverlaufes eingesetzt werden.

## Möglichkeiten und Grenzen
Der Scheinwiderstand, auf dem die Messung durch Nevisense beruht, kann durch Störfaktoren wie Feuchtigkeit, starke Exposition zu Sonnenlicht und saisonal variieren. Außerdem ist das System bei Wunden und Fibrosen ungenau und sollte bei derartigen Hautveränderungen nicht zum Einsatz kommen. Es gibt daher Anwender, die mehr Studien fordern, bevor die Methode in größerem klinischem Umfang Verwendung findet. In aktuelleren Publikationen wird die EIS hingegen als ausreichend wissenschaftlich abgesichert angesehen.
In einem 2024 in den USA veröffentlichten Konsensus-Panel wurde mit 10 von 10 Stimmen die Aussage bestätigt, dass Nevisense bei klinisch unklaren Läsionen die diagnostische Beurteilung und klinische Entscheidung bei pigmentierten Läsionen, einschließlich kutaner Melanome, erheblich verbessern kann.